# Dávid Hancko
Dávid Hancko (Prievidza, Distrito de Prievidza, Región de Trenčín, 13 de diciembre de 1997) es un futbolista eslovaco que juega como defensa en el Atlético de Madrid de la Primera División de España.

## Trayectoria

### MŠK Žilina
Hancko es producto de las divisiones menores del TJ Tatran Kamenec, el Baník Horná Nitra y el MŠK Žilina, con el cual debutó con el segundo equipo el 22 de noviembre de 2014 en la goleada por 3-0 sobre el Nové Mesto.
Profesionalmente, debuta en la Superliga de Eslovaquia en la siguiente temporada, el 12 de marzo de 2016, fecha 23 de liga, en la derrota por 2-0 frente a Železiarne Podbrezová. Ese día, Hancko ingresó al minuto 79 en lugar de Nikolas Špalek. Disputó 17 minutos más distribuidos en tres partidos cuando ya cerraba la campaña 2015/16. A la vez alternó con el conjunto de reservas, con los cuales marcó su primer tanto el 5 de septiembre de 2015 en el empate 1-1 ante ŠKF Sereď. En total jugó 45 encuentros con el equipo "B", anotando 11 goles entre 2014 y 2018.
Vio poca actividad con el primer equipo en la temporada 2016/17, sin embargo la siguiente fue la que lo consolidó en el primer equipo del Žilina, con el cual se volvió titular en la zaga central prácticamente desde el inicio, logrando su primer gol en primera división. Este se produjo el 12 de agosto de 2017 en la goleada por 7-1 sobre el FK Senica.
Sus buenas actuaciones le permitieron ser incluido en la lista de 50 talentos más prometedores en 2018 por la UEFA.

### Fiorentina
El 14 de junio de 2018 se anunció que Hancko firmó un contrato de 5 años con la Fiorentina de la Serie A de Italia. El club recibió más de 3 millones de euros por él.
Luego de disputar varios amistosos de pretemporada, debutó oficialmente el 22 de septiembre de 2018 en la victoria en casa por 3-0 frente al SPAL, sustituyendo a Cristiano Biraghi en el entretiempo. Su actuación fue bien recibida, incluso el portal Sofascore le dio una puntuación de 7.0/10 a su rendimiento. Pese a ello, jugó muy poco en su primera campaña, disputando solo 5 partidos sin embargo logró dar una asistencia frente a ChievoVerona. Fiorentina logró salvarse del descenso en una temporada complicada.

### Sparta Praga
El 3 de agosto de 2019 el Sparta Praga logró su cesión, con opción de compra, por una temporada y el 8 de agosto debutó con el equipo en el empate 2-2 ante Trabzonspor de Turquía por la fase previa de la Liga Europa de la UEFA 2019-20, cuando sustituyó en el último minuto a Srđan Plavšić. El 11 de agosto marcó su primer gol con el club en la quinta fecha de la liga checa, cuando cayeron derrotados por 4-3 ante Mladá Boleslav.
Acumuló un total de 25 encuentros oficiales con Sparta Praga, logrando la Copa de la República Checa y, aunque debía regresar a Florencia, ambos clubes acordaron prorrogar la cesión una temporada más.

### Países Bajos y España
En agosto de 2022 fichó por el Feyenoord neerlandés. Allí estuvo tres años, en los que marcó quince goles en 140 partidos y ganó los tres títulos nacionales, y en julio de 2025 fue traspasado al Atlético de Madrid, siendo el primer jugador eslovaco en la historia del club.

## Selección nacional
Forma parte de la selección de fútbol de Eslovaquia con la cual ha disputado 52 partidos y ha anotado seis goles.
Fue convocado por primera vez a la selección mayor el 2 de octubre de 2018 por el entrenador Ján Kozák, poco después de su debut en la liga italiana para los encuentros contra República Checa (Liga de Naciones de la UEFA 2018-19) y Suecia (amistoso). Efectivamente su debut se produjo el 13 de octubre frente a República Checa, donde ingresó al minuto 80 reemplazando a Tomáš Hubočan. El 11 de junio de 2019 anotó su primer gol con la selección en la goleada por 5-1 sobre Azerbaiyán por la Clasificación para la Eurocopa 2020.
También disputó ocho encuentros anotando un gol con la selección sub-19 de Eslovaquia y nueve partidos con la sub-21.

### Participaciones en Eurocopas
| Copa          | Sede     | Resultado        | Partidos | Goles |
| ------------- | -------- | ---------------- | -------- | ----- |
| Eurocopa 2020 | Europa   | Primera fase     | 1        | 0     |
| Eurocopa 2024 | Alemania | Octavos de final | 4        | 0     |

## Clubes y estadísticas
Actualizado el 18 de mayo de 2025.
| M. Š. K. Žilina II · Eslovaquia | 2014-15       | 2.ª           | 1   | 0  | —  | — | —  | — | 1   | 0  |
| M. Š. K. Žilina II · Eslovaquia | 2015-16       | 2.ª           | 29  | 5  | —  | — | —  | — | 29  | 5  |
| M. Š. K. Žilina II · Eslovaquia | 2016-17       | 2.ª           | 13  | 6  | —  | — | —  | — | 13  | 6  |
| M. Š. K. Žilina II · Eslovaquia | 2017-18       | 2.ª           | 2   | 0  | —  | — | —  | — | 2   | 0  |
| M. Š. K. Žilina II · Eslovaquia | Total club    | Total club    | 45  | 11 | 0  | 0 | 0  | 0 | 45  | 11 |
| M. Š. K. Žilina · Eslovaquia | 2015-16       | 1.ª           | 4   | 0  | 1  | 0 | 0  | 0 | 5   | 0  |
| M. Š. K. Žilina · Eslovaquia | 2016-17       | 1.ª           | 3   | 0  | 1  | 0 | —  | — | 4   | 0  |
| M. Š. K. Žilina · Eslovaquia | 2017-18       | 1.ª           | 27  | 3  | 3  | 1 | —  | — | 30  | 4  |
| M. Š. K. Žilina · Eslovaquia | Total club    | Total club    | 34  | 3  | 5  | 1 | 0  | 0 | 39  | 4  |
| ACF Fiorentina · Italia | 2018-19       | 1.ª           | 5   | 0  | 0  | 0 | —  | — | 5   | 0  |
| ACF Fiorentina · Italia | Total club    | Total club    | 5   | 0  | 0  | 0 | 0  | 0 | 5   | 0  |
| A. C. Sparta Praga · República Checa | 2019-20       | 1.ª           | 19  | 2  | 4  | 1 | 2  | 0 | 25  | 3  |
| A. C. Sparta Praga · República Checa | 2020-21       | 1.ª           | 24  | 5  | 2  | 1 | 2  | 1 | 28  | 7  |
| A. C. Sparta Praga · República Checa | 2021-22       | 1.ª           | 30  | 7  | 2  | 1 | 12 | 2 | 44  | 10 |
| A. C. Sparta Praga · República Checa | 2022-23       | 1.ª           | 3   | 0  | —  | — | 2  | 0 | 5   | 0  |
| A. C. Sparta Praga · República Checa | Total club    | Total club    | 76  | 14 | 8  | 3 | 18 | 3 | 102 | 20 |
| Feyenoord · Países Bajos | 2022-23       | 1.ª           | 31  | 2  | 4  | 0 | 10 | 2 | 45  | 4  |
| Feyenoord · Países Bajos | 2023-24       | 1.ª           | 34  | 5  | 6  | 1 | 8  | 1 | 48  | 7  |
| Feyenoord · Países Bajos | 2024-25       | 1.ª           | 32  | 3  | 3  | 0 | 12 | 1 | 47  | 4  |
| Feyenoord · Países Bajos | Total club    | Total club    | 97  | 10 | 13 | 1 | 30 | 4 | 140 | 15 |
| Atlético de Madrid · España | 2025-26       | 1.ª           | 0   | 0  | 0  | 0 | 0  | 0 | 0   | 0  |
| Atlético de Madrid · España | Total club    | Total club    | 0   | 0  | 0  | 0 | 0  | 0 | 0   | 0  |
| Total carrera | Total carrera | Total carrera | 257 | 38 | 26 | 5 | 48 | 7 | 331 | 50 |
| (1)Incluye datos de la Copa de Eslovaquia (2015/16, 2016/17 y 2017/18), la Copa de la República Checa (2019/20) y de la Supercopa de los Países Bajos (2023 y 2024). (2)Incluye datos de la Liga de Campeones (2023-24), Liga Europa de la UEFA (2019/20). |               |               |     |    |    |   |    |   |     |    |

## Palmarés

### Títulos nacionales
| Título                        | Club               | País            | Año     |
| ----------------------------- | ------------------ | --------------- | ------- |
| Superliga de Eslovaquia       | M. Š. K. Žilina    | Eslovaquia      | 2016-17 |
| Copa de la República Checa    | A. C. Sparta Praga | República Checa | 2019-20 |
| Eredivisie                    | Feyenoord          | Países Bajos    | 2022-23 |
| Copa de los Países Bajos      | Feyenoord          | Países Bajos    | 2023-24 |
| Supercopa de los Países Bajos | Feyenoord          | Países Bajos    | 2024    |

### Distinciones individuales
| Distinción                                                         | Año  |
| ------------------------------------------------------------------ | ---- |
| Jugador eslovaco sub-21 del año (Premio Peter Dubovský)            | 2018 |
| Incluido en la lista de 50 talentos más prometedores según la UEFA | 2018 |

## Vida personal
Desde finales de 2020, mantiene una relación con la tenista checa Kristýna Plíšková, en julio de 2021 se casaron, el 6 de diciembre del mismo año anunciaron que estaban esperando a su primer hijo, el cual el 31 de mayo de 2022 anunciaron en sus redes sociales el nacimiento de su hijo, al cual le pusieron el nombre de Adamko.